# جون بريان بومان
جون بريان بومان (بالإنجليزية: John Bryan Bowman)‏ هو فلاح أمريكي، ولد في 16 أكتوبر 1824 في مقاطعة ميرسير في الولايات المتحدة، وتوفي في 21 سبتمبر 1891 في هارودسبورغ في الولايات المتحدة.